# Llista de llançaments de prova de V-2

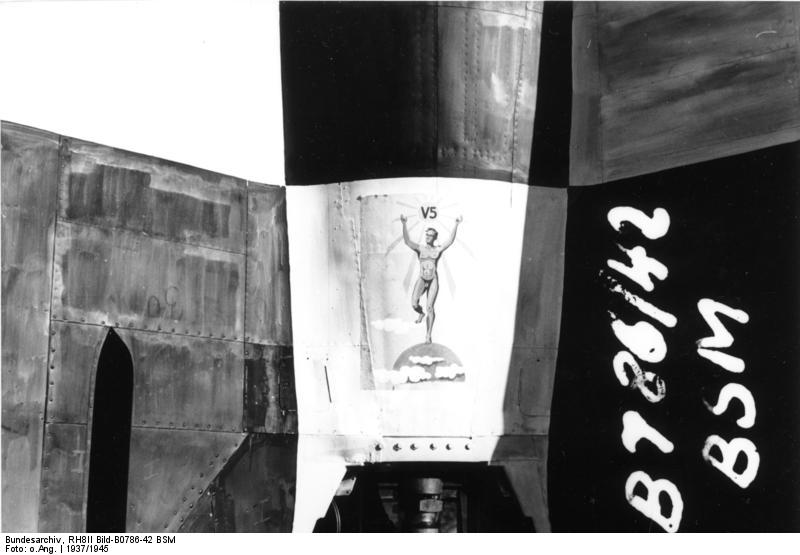
Representació de la Versuchsmuster 5 (Test/Experimental Type 5)

Això és una llista de proves de llançament de coets V-2 que identifica el llançament en la Segona Guerra Mundial de coets A4 (canviat el nom a V-2 el 1944). Els llançaments de prova es van realitzar al Test Stand VII de Peenemünde, Blizna i al bosc de Tuchola, amb l'ús de coets experimentals i de producció fabricats a Peenemünde i a Mittelwerk. Els llançaments de la Postguerra van ser realitzats a Cuxhaven, White Sands Proving Grounds, Cap Canaveral, Kapustin Iar, i en el USS Midway durant l'Operació Sandy.

## Llista de llançaments de prova a Peenemünde i Greifswalder Oie
| Numeració de Coet | Data                    | Temps d'ignició (s) | Abast (km) | Zona de llançament | Comentaris |
| ----------------- | ----------------------- | ------------------- | ---------- | ------------------ | --- |
| 1942              |                         |                     |            |                    | |
| V-1               | 18 de març:160 de 1942  | -                   | 0          | Torre              | La primera prova de vol del model A-4 ("Launch Aggregate 1") es va completar el 25 de febrer de 1942, però va relliscar fora del "corset" després d'estar totalment carregat de combustible en el Test Stand VII, caient cap avall dos metres vora de la tovera del motor.:158 Després es va realitzar la reparació i es va canviar el nom a Versuchsmuster 1 (V1: Experimental Type 1),:9,41 però el coet va fallar durant una prova d'ignició (amb el testimoni d'Albert Speer) i no es va realitzar cap intent de llançament. |
| V-2               | 13 de juny de 1942      | 36                  | 1.3        | P-VII              | Després de ser fotografiat per un Supermarine Spitfire britànic el 15 de maig, la segona prova de vol del model va ser danyat durant la quarta prova d'ignició el 20 de maig, i després en el llançament (observat per Speer, Erhard Milch, Fromm, Leeb, Witzell); es va patir un mal funcionament en un giroscopi de velocitat de desplegament immediatament després del seu llançament.:161-2 Després que el míssil rodant es va convertir en supersònic, va fallar el sistema d'alimentació del propulsor, la telemetria va acabar als 54 segons (15000 ft),i el míssil va caure en el Bàltic a menys d'un quilòmetre i va explotar |
| V-3               | 16 d'agost de 1942      | 45                  | 8.7        | P-VII              | Es va trencar el nas del coet |
| V-4               | 3 d'octubre de 1942     | 58                  | 190        | P-VII              | Llançat massa fort a causa d'un error de disseny, de totes maneres va acabar amb èxit. Altitud de 85 - 90 km. |
| V-5               | 21 d'octubre de 1942    | 84                  | 147        | P-VII              | El generador de vapor va funcionar malament |
| V-6               | 9 de novembre de 1942   | 54                  | 14         | P-VII              | Vertical, altura de 67 km |
| V-7               | 28 de novembre de 1942  | 37                  | 8.6        | P-VII              | Caigut, es van desplomar les aletes |
| V-9               | 9 de desembre de 1942   | 4                   | 0.1        | P-VII              | Explosió de peròxid d'hidrogen |
| 1943              |                         |                     |            |                    | |
| V-10              | 7 de gener de 1943      | -                   | 0          | P-VII              | Explosió en la ignició |
| V-11              | 25 de gener de 1943     | 64.5                | 105        | P-VII              | Massa fort, va rodar |
| V-12              | 17 de febrer de 1943    | 61                  | 196        | P-VII              | Massa poc profund |
| V-13              | de 19 de febrer de 1943 | 18                  | 4.8        | P-VII              | Foc a la cua |
| V-16              | 3 de març de 1943       | 33                  | 1.0        | P-VII              | Vertical, explosió |
| V-18              | 18 de març de 1943      | 60                  | 133        | P-VII              | Massa fort, va girar |
| V-19              | 25 de març de 1943      | 28                  | 1.2        | P-VII              | Es va desplomar i explotar |
| V-20              | 14 d'abril de 1943      | 66                  | 287        | P-VII              | Va caure en terra |
| V-21              | 22 d'abril de 1943      | 59                  | 252        | P-VII              | Va caure en terra |
| V-22              | 14 de maig de 1943      | 62                  | 250        | P-VII              | Va fallar la separació |
| V-26              | 26 de maig de 1943      | 66.5                | 265        | P-VII              | La Kommission für Fernschießen (català: Commissió per Ignicions/armes/Bombardeig a Curt Abast), incloent Albert Speer, Karl Dönitz, i Erhard Milch:45 -- van assistir a dos llançaments amb èxit de A-4 Peenemünde (V26 cap al migdia, V25 al capvespre),:190 seguit per dos llançaments del V-1 (ambdós V-1s es van enfonsar al mar.) |
| V-25              | 26 de maig de 1943      | 40                  | 27         | P-VII              | Brennschluss (separació del motor) als 40 s |
| V-24              | 27 de maig de 1943      | 55                  | 138        | P-VII              | - |
| V-23              | 1 de juny de 1943       | 62                  | 235        | P-VII              | Separació del motor prematura |
| V-29              | 11 de juny de 1943      | 63.5                | 238        | P-VII              | - |
| V-31              | 16 de juny de 1943      | 60.5                | 221        | P-VII              | Separació del motor prematura |
| V-28              | 22 de juny de 1943      | 62.5                | 75         | P-VII              | Va explotar després de 75 segons |
| V-30              | 24 de juny de 1943      | 65.1                | 287        | P-X                | Va fallar la separació, primer llançament a Prüfstand X |
| V-36              | 26 de juny de 1943      | 64.9                | 235        | P-VII              | - |
| V-38              | 29 de juny de 1943      | 15                  | 3          | P-VII              | va caure a l'aeroport |
| V-40              | 29 de juny de 1943      | 63.6                | 236        | P-VII              | Impacte sense observar |
| V-33              | 1 de juliol de 1943     | -                   | 0          | P-VII              | Separació de motor i enlairament, va explotar |
| V-41              | 9 de juliol de 1943     | 4                   | 0.1        | P-VII              | Va caure en l'edifici de la bomba |
| V-34              | 9 de juliol de 1943     | -                   | 0          | P-VII              | Separació de motor i enlairament, va explotar |
| V-54              | 12 d'agost de 1943      | 64                  | ?          | P-VII              | Llançament amb èxit |
| V-49              | 6 d'octubre de 1943     | 68                  | ?          | P-VII              | Llançament amb èxit, duració de 272 s; el primer llançament després de la incursió el 17 d'agost de 1943 |
| V-71              | 15 d'octubre de 1943    | ?                   | ?          |                    | |
| V-67              | 21 d'octubre de 1943    | ?                   | ?          |                    | |
| V-69              | 25 d'octubre de 1943    | 63                  | ?          | P-VII              | Llançament amb èxit, duració de 286 s |
| V-43              | 9 de novembre de 1943   | ?                   | ?          |                    | |
| V-73              | 4 de desembre de 1943   | 63                  | ?          | P-VII              | Llançament amb èxit, duració de 286 s |
| V-60              | 10 de desembre de 1943  | 69                  | ?          | P-VII              | Llançament amb èxit, duració de 247 s |
| V-59              | 21 de desembre de 1943  | 33                  | ?          | P-VII              | Èxit parcial, es va patir una separació del motor prematura, duració de vol de 104 s |
| V-91              | 30 de desembre de 1943  | ?                   | ?          |                    | |
| Gener de 1944     |                         |                     |            |                    | |
| V-32              | 7 de gener de 1944      | 43                  | ?          | P-VII              | Va explotar 43 segons després del llançament |
| V-82              | 11 de gener de 1944     | ?                   | ?          |                    | |
| V-77              | 20 de gener de 1944     | ?                   | ?          |                    | |
| V-75              | 25 de gener de 1944     | ?                   | ?          |                    | |
| MW 17003          | 27 de gener de 1944     | ?                   | ?          | P-VII              | Primera prova de coet construït a Mittelwerk. Va ser detonat tres segons després de la ignició sense enlairar: "Se'ns acaba de volar un milió de marcs per tal d'endevinar el que podria haver estat informat amb precisió d'un instrument que probablement val la pena el preu d'una petita motocicleta." (Hartmut Kütchen, Enginyer en Cap de Test Stand VII) |
| Febrer de 1944    |                         |                     |            |                    | |
| V-106             | 4 de febrer de 1944     | ?                   | ?          |                    | |
| MW 17009          | 9 de febrer de 1944     | ?                   | ?          |                    | |
| MW 17007          | 10 de febrer de 1944    | ?                   | ?          |                    | |
| MW 17010          | 11 de febrer de 1944    | ?                   | ?          |                    | |
| MW 17001          | 13 de febrer de 1944    | ?                   | ?          |                    | |
| V-98              | 15 de febrer de 1944    | ?                   | ?          |                    | |
| MW 17004          | 16 de febrer de 1944    | ?                   | ?          | P-VII              | |
| V-85              | 17 de febrer de 1944    | ?                   | ?          |                    | |
| MW 17021          | 18 de febrer de 1944    | ?                   | ?          |                    | |
| MW 17006          | 21 de febrer de 1944    | ?                   | ?          |                    | |
| MW 17011          | 23 de febrer de 1944    | ?                   | ?          |                    | |
| MW 17015          | 23 de febrer de 1944    | ?                   | ?          | P-VII              | |
| V-112             | 28 de febrer de 1944    | ?                   | ?          |                    | |
| Març de 1944      |                         |                     |            |                    | |
| V-84              | 2 de març de 1944       | ?                   | ?          | P-VII              | Explotat |
| MW 17016          | 4 de març de 1944       | ?                   | ?          |                    | |
| V-151             | 7 de març de 1944       | ?                   | ?          |                    | |
| V-126             | 7 de març de 1944       | ?                   | ?          |                    | |
| MW 17020          | 9 de març de 1944       | ?                   | ?          | P-VII              | |
| V-116             | 10 de març de 1944      | ?                   | ?          |                    | |
| V-128             | 10 de març de 1944      | ?                   | ?          |                    | |
| V-88              | 11 de març de 1944      | 59                  | ?          | P-VII              | Duració de vol de 282 s |
| MW 17022          | 15 de març de 1944      | ?                   | ?          |                    | |
| MW 17018          | 16 de març de 1944      | ?                   | ?          |                    | |
| MW 17033          | 18 de març de 1944      | ?                   | ?          |                    | |
| V-145             | 21 de març de 1944      | ?                   | ?          |                    | |
| V-121             | 23 de març de 1944      | ?                   | ?          |                    | |
| MW 17031          | 24 de març de 1944      | ?                   | ?          |                    | |
| MW 17019          | 27 de març de 1944      | ?                   | ?          |                    | |
| V-132             | 29 de març de 1944      | ?                   | ?          |                    | |
| Abril de 1944     |                         |                     |            |                    | |
| MW 17098          | 3 d'abril de 1944       | ?                   | ?          | P-VII              | |
| V-86              | 5 d'abril de 1944       | ?                   | ?          | P-VII              | Va explotar als 17s |
| MW 17043          | 7 d'abril de 1944       | ?                   | ?          | P-VII              | |
| MW 17063          | 14 d'abril de 1944      | ?                   | ?          | P-VII              | |
| MW 17108          | 20 d'abril de 1944      | ?                   | ?          | P-X                | |
| Maig de 1944      |                         |                     |            |                    | |
| MW 17200          | 10 de maig de 1944      | ?                   | ?          | P-X                | |
| V-152             | 12 de maig de 1944      | ?                   | ?          |                    | |
| MW 17320          | 14 de maig de 1944      | ?                   | ?          |                    | |
| V-136             | 16 de maig de 1944      | 65                  | ?          | P-VII              | |
| MW 17323          | 17 de maig de 1944      | ?                   | ?          |                    | |
| V-144             | 22 de maig de 1944      | ?                   | ?          | P-VII              | |
| MW 17312          | 23 de maig de 1944      | ?                   | ?          |                    | |
| V-89 MW 17309     | 24 de maig de 1944      | ?                   | ?          | P-X                | Seqüència de Llançament #89: Començant amb el llançament 89, van ser utilitzats els mesuraments de temperatura a la punta del coet per diagnosticar el problema d'explosió a l'aire. |
| V-170             | 27 de maig de 1944      | ?                   | ?          | P-VII              | |
| V-146             | 31 de maig de 1944      | 58                  | ?          | P-VII              | |
| Juny de 1944      |                         |                     |            |                    | |
| MW 17558          | 1 de juny de 1944       | ?                   | ?          | P-VII              | |
| V-140             | 2 de juny de 1944       | 60                  | ?          | P-VII              | |
| MW 17656          | 3 de juny de 1944       | ?                   | ?          | P-VII              | |
| MW 17746          | 6 de juny de 1944       | ?                   | ?          | P-VII              | |
| MW 17557          | 7 de juny de 1944       | ?                   | ?          | P-X                | |
| V-171             | 8 de juny de 1944       | 69                  | ?          | P-VII              | |
| MW 17747          | 8 de juny de 1944       | ?                   | ?          | P-X                | |
| V-159             | 9 de juny de 1944       | 11                  | ?          | P-VII              | |
| V-158             | 10 de juny de 1944      | 68                  | ?          | P-VII              | |
| V-209             | 11 de juny de 1944      | 61                  | ?          | P-VII              | |
| MW 17725          | 11 de juny de 1944      | ?                   | ?          | Oie                | |
| V-89              | 13 de juny de 1944      | ?                   | 350        |                    | La Bomba Bäckebo (Va impactar a Suècia) |
| V-172             | 14 de juny de 1944      | ?                   | ?          | P-VII              | |
| MW 17727          | 14 de juny de 1944      | ?                   | ?          | Oie                | |
| MW 17840          | 15 de juny de 1944      | ?                   | ?          | P-VII              | |
| MW 17839          | 17 de juny de 1944      | ?                   | ?          | P-VII              | |
| MW 18012          | 18 de juny de 1944      | ?                   | ?          | Oie                | |
| V-177             | 20 de juny de 1944      | ?                   | ?          |                    | |
| MW 18014          | 20 de juny de 1944      | ?                   | ?          | Oie                | |
| MW 17940          | 20 de juny de 1944      | ?                   | ?          | P-X                | |
| MW 18017          | 21 de juny de 1944      | ?                   | ?          | Oie                | |
| MW 17939          | 21 de juny de 1944      | ?                   | ?          | P-VII              | |
| V-157             | 22 de juny de 1944      | ?                   | ?          |                    | |
| MW 18007          | 23 de juny de 1944      | ?                   | ?          | P-VII              | |
| MW 17657          | 24 de juny de 1944      | ?                   | ?          | P-VII              | |
| MW 18016          | 24 de juny de 1944      | ?                   | ?          | Oie                | |
| MW 18013          | 24 de juny de 1944      | ?                   | ?          | Oie                | |
| MW 18008          | 26 de juny de 1944      | ?                   | ?          | P-VII              | |
| MW 18015          | 26 de juny de 1944      | ?                   | ?          | Oie                | |
| V-208             | 27 de juny de 1944      | 59                  | ?          | P-VII              | |
| V-167             | 28 de juny de 1944      | ?                   | ?          |                    | |
| V-173             | 29 de juny de 1944      | ?                   | ?          |                    | |
| V-211             | 30 de juny de 1944      | ?                   | ?          | P-X                | |
| Juliol de 1944    |                         |                     |            |                    | |
| MW 18011          | 1 de juliol de 1944     | ?                   | ?          | P-X                | |
| MW 18010          | 3 de juliol de 1944     | ?                   | ?          | P-X                | |
| V-212             | 4 de juliol de 1944     | ?                   | ?          | P-X                | |
| MW 18143          | 5 de juliol de 1944     | ?                   | ?          | Oie                | |
| MW 18144          | 6 de juliol de 1944     | ?                   | ?          | Oie                | |
| V-214             | 7 de juliol de 1944     | ?                   | ?          | P-X                | |
| MW 18020          | 8 de juliol de 1944     | ?                   | ?          | Oie                | |
| V-210             | 10 de juliol de 1944    | 60                  | ?          | P-VII              | |
| V-160             | 14 de juliol de 1944    | ?                   | ?          | P-X                | |
| MW 18019          | 21 de juliol de 1944    | ?                   | ?          | Oie                | |
| V-178             | 29 de juliol de 1944    | ?                   | ?          | Oie                | |
| V-205             | 31 de juliol de 1944    | 67                  | 237        | P-X                | |
| Agost de 1944     |                         |                     |            |                    | |
| MW 18207          | 1 d'agost de 1944       | ?                   | ?          | Oie                | |
| MW 18203          | 1 d'agost de 1944       | ?                   | ?          | Oie                | |
| MW 18204          | 2 d'agost de 1944       | ?                   | ?          | Oie                | |
| V-202             | 3 d'agost de 1944       | ?                   | ?          | P-X                | |
| V-179             | 4 d'agost de 1944       | ?                   | ?          | Oie                | |
| MW 18200          | 12 d'agost de 1944      | ?                   | ?          | Oie                | |
| V-181             | 13 d'agost de 1944      | 50                  | 0,5        | P-XII              | Va explotar |
| V-182             | 13 d'agost de 1944      | 10                  | 0.07       | P-XII              | Va explotar |
| MW 18267          | 15 d'agost de 1944      | ?                   | ?          | Oie                | |
| MW 18266          | 15 d'agost de 1944      | ?                   | ?          | Oie                | |
| MW 18263          | 16 d'agost de 1944      | 61                  | 227        | P-VII              | |
| V-227             | 17 d'agost de 1944      | ?                   | ?          |                    | |
| MW 18239          | 17 d'agost de 1944      | 66                  | 284        | P-X                | |
| MW 18238          | 20 d'agost de 1944      | 66                  | 239        | P-X                | |
| MW 18243          | 20 d'agost de 1944      | 64                  | 235        | P-VII              | |
| V-216             | 22 d'agost de 1944      | 57                  | de 196     | P-VII              | |
| MW 18233          | 22 d'agost de 1944      | 67                  | 224        | P-X                | |
| V-226             | 23 d'agost de 1944      | ?                   | ?          |                    | |
| MW 18222          | 24 d'agost de 1944      | 64                  | 189        | P-X                | |
| MW 18240          | 26 d'agost de 1944      | 61                  | 226        | P-X                | |
| MW 18299          | 30 d'agost de 1944      | ?                   | ?          | P-VI               | |
| Setembre de 1944  |                         |                     |            |                    | |
| V-225             | 1 de setembre de 1944   | ?                   | ?          | P-X                | |
| MW 18293          | 2 de setembre de 1944   | ?                   | ?          | P-VI               | |
| V-206             | 4 de setembre de 1944   | ?                   | ?          | P-X                | |
| V-230             | 5 de setembre de 1944   | ?                   | ?          | P-X                | |
| V-222             | 8 de setembre de 1944   | ?                   | ?          | P-X                | |
| V-231             | 13 de setembre de 1944  | ?                   | ?          | Oie                | |
| V-223             | 14 de setembre de 1944  | ?                   | ?          | P-X                | |
| MW 18257          | 15 de setembre de 1944  | ?                   | ?          | Oie                | |
| MW 18330          | 17 de setembre de 1944  | ?                   | ?          | Oie                | |
| V-234             | 19 de setembre de 1944  | ?                   | ?          | P-X                | |
| V-240             | 19 de setembre de 1944  | ?                   | ?          | Oie                | |
| V-217             | 20 de setembre de 1944  | ?                   | ?          | P-X                | |
| V-239             | 20 de setembre de 1944  | ?                   | ?          | Oie                | |
| V-218             | 21 de setembre de 1944  | ?                   | ?          | P-X                | |
| V-232             | 21 de setembre de 1944  | ?                   | ?          | Oie                | |
| V-219             | 22 de setembre de 1944  | ?                   | ?          | P-X                | |
| MW 18179          | 22 de setembre de 1944  | ?                   | ?          | Oie                | |
| V-241             | 26 de setembre de 1944  | ?                   | ?          | P-X                | |
| V-238             | 28 de setembre de 1944  | ?                   | ?          | P-X                | |
| V-242             | 30 de setembre de 1944  | ?                   | ?          | P-VII              | |
| Octubre de 1944   |                         |                     |            |                    | |
| MW 18786          | 1 d'octubre de 1944     | ?                   | ?          | Karlshagen         | |
| V-235             | 3 d'octubre de 1944     | ?                   | ?          | P-VII              | |
| MW 18889          | 3 d'octubre de 1944     | ?                   | ?          | Karlshagen         | |
| V-245             | 4 d'octubre de 1944     | ?                   | ?          | P-X                | |
| V-236             | 7 d'octubre de 1944     | ?                   | ?          | P-VII              | |
| MW 18787          | 7 d'octubre de 1944     | ?                   | ?          | Karlshagen         | |
| V-248             | 9 d'octubre de 1944     | ?                   | ?          | P-VII              | |
| V-249             | 11 d'octubre de 1944    | ?                   | ?          | P-VII              | |
| MW 18781          | 12 d'octubre de 1944    | ?                   | ?          | Karlshagen         | |
| V-237             | 12 d'octubre de 1944    | ?                   | ?          | P-VII              | |
| MW 18782          | 13 d'octubre de 1944    | ?                   | ?          | Karlshagen         | |
| V-250             | 14 d'octubre de 1944    | ?                   | ?          | P-VII              | |
| MW 18338          | 14 d'octubre de 1944    | ?                   | ?          | Karlshagen         | |
| V-251             | 17 d'octubre de 1944    | ?                   | ?          | P-VII              | |
| V-252             | 18 d'octubre de 1944    | ?                   | ?          | P-VII              | |
| V-246             | 19 d'octubre de 1944    | ?                   | ?          | P-VII              | |
| V-256             | 23 d'octubre de 1944    | ?                   | ?          | P-VII              | |
| V-247             | 24 d'octubre de 1944    | ?                   | ?          | P-X                | |
| V-258             | 24 d'octubre de 1944    | ?                   | ?          | P-VII              | |
| V-257             | 25 d'octubre de 1944    | ?                   | ?          | P-VII              | |
| V-259             | 30 d'octubre de 1944    | ?                   | ?          | P-VII              | Hermann Göring van assistir al llançament: "Això és excel·lent! Hem de tenir-ho preparat en la primera marxa del partit després de la guerra!":256 |
| V-260             | 30 d'octubre de 1944    | ?                   | ?          | P-VI               | Hermann Göring al llançament: "Perquè aquest home, en Walter Dornberger gestiona tots els drets i no el desenvolupador Dr. Kramer de Ruhr Steel? Deixa que et mostri com s'ha de fer.":257 |
| Novembre de 1944  |                         |                     |            |                    | |
| V-253             | 1 de novembre de 1944   | ?                   | ?          | P-VII              | |
| V-220             | 3 de novembre de 1944   | ?                   | ?          | P-VII              | |
| V-262             | 6 de novembre de 1944   | ?                   | ?          | P-VII              | |
| MW de 19304       | 7 de novembre de 1944   | ?                   | ?          | P-X                | |
| V-263             | 8 de novembre de 1944   | ?                   | ?          | P-VII              | |
| V-261             | 9 de novembre de 1944   | ?                   | ?          | P-VII              | |
| V-264             | 9 de novembre de 1944   | ?                   | ?          | P-X                | |
| V-266             | 13 de novembre de 1944  | ?                   | ?          | P-VII              | |
| V-265             | 15 de novembre de 1944  | ?                   | ?          | P-VII              | |
| V-267             | 17 de novembre de 1944  | ?                   | ?          | P-VII              | |
| V-221             | 20 de novembre de 1944  | ?                   | ?          |                    | |
| V-268             | 22 de novembre de 1944  | ?                   | ?          | P-VII              | |
| MW de 19862       | 23 de novembre de 1944  | ?                   | ?          | Karlshagen         | |
| MW de 19866       | 23 de novembre de 1944  | ?                   | ?          | Karlshagen         | |
| V-271             | 24 de novembre de 1944  | ?                   | ?          |                    | |
| MW de 19864       | 25 de novembre de 1944  | ?                   | ?          | Rail               | |
| MW de 19861       | 26 de novembre de 1944  | ?                   | ?          | Rail               | |
| V-272             | 27 de novembre de 1944  | ?                   | ?          |                    | |
| V-276             | 28 de novembre de 1944  | ?                   | ?          | P-X                | |
| MW de 19868       | 28 de novembre de 1944  | ?                   | ?          | Karlshagen         | |
| MW de 19873       | 29 de novembre de 1944  | ?                   | ?          | Rail               | |
| MW de 19305       | 30 de novembre de 1944  | ?                   | ?          |                    | |
| Desembre de 1944  |                         |                     |            |                    | |
| V-423             | 1 de desembre de 1944   | ?                   | ?          |                    | |
| V-269             | 1 de desembre de 1944   | ?                   | ?          |                    | |
| MW de 19302       | 1 de desembre de 1944   | ?                   | ?          | Rail               | |
| V-243             | 2 de desembre de 1944   | ?                   | ?          | P-VII              | |
| MW de 19020       | 2 de desembre de 1944   | ?                   | ?          |                    | |
| V-277             | 4 de desembre de 1944   | ?                   | ?          |                    | |
| MW de 19301       | 4 de desembre de 1944   | ?                   | ?          | Rail               | |
| V-254             | 6 de desembre de 1944   | ?                   | ?          |                    | |
| MW de 19874       | 7 de desembre de 1944   | ?                   | ?          | Karlshagen         | |
| V-278             | 8 de desembre de 1944   | ?                   | ?          |                    | |
| MW de 19020       | 9 de desembre de 1944   | ?                   | ?          | P-VI               | |
| V-282             | 12 de desembre de 1944  | ?                   | ?          | P-VII              | |
| MW 18783          | 12 de desembre de 1944  | ?                   | ?          | Karlshagen         | |
| V-283             | 14 de desembre de 1944  | ?                   | ?          | P-VII              | |
| V-288             | 16 de desembre de 1944  | ?                   | ?          | P-VII              | |
| V-289             | 19 de desembre de 1944  | ?                   | ?          | P-VII              | |
| V-291             | 22 de desembre de 1944  | ?                   | ?          | P-VII              | |
| V-290             | 28 de desembre de 1944  | ?                   | ?          | P-VII              | |
| V-286             | 30 de desembre de 1944  | ?                   | ?          |                    | |
| Gener de 1945     |                         |                     |            |                    | |
| V-287             | 3 de gener de 1945      | ?                   | ?          |                    | |
| MW 20835          | 4 de gener de 1945      | ?                   | 262        | Karlshagen         | |
| MW 20826          | 6 de gener de 1945      | ?                   | 323        | Karlshagen         | |
| V-294             | 8 de gener de 1945      | ?                   | ?          | P-VII              | |
| V-292             | 9 de gener de 1945      | ?                   | ?          | P-VII              | |
| MW 20821          | 11 de gener de 1945     | ?                   | 285        | Karlshagen         | |
| MW 20840          | 13 de gener de 1945     | ?                   | 314        | Karlshagen         | |
| MW 20831          | 15 de gener de 1945     | ?                   | 325        | Karlshagen         | |
| MW 20348          | 15 de gener de 1945     | ?                   | ?          | P-X                | |
| V-275             | 16 de gener de 1945     | ?                   | ?          | P-X                | |
| V-293             | 16 de gener de 1945     | ?                   | ?          |                    | |
| MW 20850          | 16 de gener de 1945     | ?                   | ?          | Karlshagen         | |
| MW 20348          | 16 de gener de 1945     | ?                   | ?          |                    | |
| MW 20832          | 17 de gener de 1945     | ?                   | ?          | Karlshagen         | |
| V-301             | 19 de gener de 1945     | ?                   | ?          | P-X                | |
| V-295             | 22 de gener de 1945     | ?                   | ?          | P-VII              | |
| V-302             | 22 de gener de 1945     | ?                   | ?          | P-X                | |
| MW 20465          | 25 de gener de 1945     | ?                   | ?          | P-VII              | |
| MW 20829          | 25 de gener de 1945     | ?                   | ?          | Karlshagen         | |
| MW 20827          | 27 de gener de 1945     | ?                   | ?          | Karlshagen         | |
| MW 20338          | 30 de gener de 1945     | ?                   | ?          | P-VII              | |
| V-303             | 31 de gener de 1945     | ?                   | ?          | P-VII              | |
| Febrer de 1945    |                         |                     |            |                    | |
| V-284             | 3 de febrer de 1945     | ?                   | ?          | P-X                | |
| V-274             | 4 de febrer de 1945     | ?                   | ?          | P-VII              | |
| V-285             | 5 de febrer de 1945     | ?                   | ?          | P-X                | |
| V-309             | 6 de febrer de 1945     | ?                   | ?          | P-VII              | |
| MW 21402          | 6 de febrer de 1945     | 47                  | ?          | Karlshagen         | |
| V-296             | 7 de febrer de 1945     | ?                   | ?          | P-VII              | |
| MW 21401          | 7 de febrer de 1945     | ?                   | ?          | Karlshagen         | |
| V-310             | 8 de febrer de 1945     | ?                   | ?          | P-X                | |
| V-297             | 9 de febrer de 1945     | ?                   | ?          | P-VII              | |
| V-298             | 9 de febrer de 1945     | ?                   | ?          | P-X                | |
| V-270             | 10 de febrer de 1945    | ?                   | ?          | P-X                | |
| V-313             | 10 de febrer de 1945    | ?                   | ?          | P-VII              | |
| MW 21404          | 10 de febrer de 1945    | ?                   | 380        | Karlshagen         | |
| V-273             | 12 de febrer de 1945    | ?                   | ?          | P-VII              | |
| MW 21405          | 12 de febrer de 1945    | ?                   | ?          | Karlshagen         | |
| V-299             | 13 de febrer de 1945    | ?                   | ?          | P-X                | |
| V-314             | 13 de febrer de 1945    | ?                   | ?          | P-VII              | |
| MW 21406          | 13 de febrer de 1945    | ?                   | 358        | Karlshagen         | |
| MW 21403          | 13 de febrer de 1945    | ?                   | ?          | Karlshagen         | |
| V-255             | 14 de febrer de 1945    | ?                   | ?          | P-VII              | |
| MW 21407          | 16 de febrer de 1945    | ?                   | 380        | Karlshagen         | |
| MW 21399          | 18 de febrer de 1945    | 36                  | ?          | Karlshagen         | |
| MW 21408          | 19 de febrer de 1945    | ?                   | 430        | Karlshagen         | |
| MW 21400          | 20 de febrer de 1945    | ?                   | 350        | Karlshagen         | |

### Llançaments de A4b
| Numeració del Coet | Data                   | Lloc de llançament | Abast | Comentaris                                                     |
| G-1                | 27 de desembre de 1944 | Pad 10             | 0     | Error de guiatge a 50 metres per sobre del terra               |
| G-2                | 13 de gener de 1945    | ?                  | ?     | Error. Intent de llançament amb controvèrsia                   |
| G-3                | 24 de gener de 1945    | Oie                | ?     | Llançament amb èxit, però es va trencar un aleró durant el vol |

Zones de llançament:
- P-VI = Test Stand VI (Prüfstand VI)
- P-VII = Test Stand VII (Prüfstand VII)
- P-X = Test Stand X (Prüfstand X)
- P-XII = Test Stand XII (Prüfstand XII)
- Oie = Greifswalder Oie, una illa petita utilitzada per a llançaments verticals
- Karlshagen = zona destruïda de l'assentament de Karlshagen després de la incursió aèria el 17 d'agost de 1943
- Rail = Llançaments des del tren

## Llista de proves de llançament de Blizna
| Nombre de llançaments | Numeració del Coet | Data                   | Abast (km) | Comentaris                                                                              |
| --------------------- | ------------------ | ---------------------- | ---------- | --------------------------------------------------------------------------------------- |
| 1943                  |                    |                        |            |                                                                                         |
| 1                     |                    | 5 de novembre de 1943  |            |                                                                                         |
| 2                     |                    | 5 de desembre de 1943  |            |                                                                                         |
| 3                     | V-96               | 22 de desembre de 1943 |            |                                                                                         |
| Gener de 1944         |                    |                        |            |                                                                                         |
| 4                     |                    | 5 de gener de 1944     |            |                                                                                         |
| 5                     |                    | 6 de gener de 1944     |            | Reeixit                                                                                 |
| 6                     |                    | 7 de gener de 1944     |            | Explosió en la punta                                                                    |
| 7                     |                    | 7 de gener de 1944     |            | Reeixit                                                                                 |
| 8                     |                    | 8 de gener de 1944     |            | Error                                                                                   |
| 9                     |                    | 17 de gener de 1944    |            |                                                                                         |
| 10                    | V-107              | 18 de gener de 1944    |            | Error                                                                                   |
| 11                    | V-105              | 29 de gener de 1944    |            | Error                                                                                   |
| Febrer de 1944        |                    |                        |            |                                                                                         |
| 12                    |                    | 16 de febrer de 1944   |            |                                                                                         |
| 13                    |                    | 17 de febrer de 1944   |            |                                                                                         |
| 14                    |                    | 19 de febrer de 1944   |            |                                                                                         |
| 15                    | MW 17 071          | 23 de febrer de 1944   |            | Separació prematura                                                                     |
| 16                    | MW 17 036          | 24 de febrer de 1944   |            | Reeixit                                                                                 |
| 17                    |                    | 26 de febrer de 1944   |            |                                                                                         |
| Març de 1944          |                    |                        |            |                                                                                         |
| 18                    |                    | 2 de març de 1944      |            |                                                                                         |
| de 19                 |                    | 4 de març de 1944      |            |                                                                                         |
| 20                    |                    | 5 de març de 1944      |            |                                                                                         |
| 21                    |                    | 6 de març de 1944      |            |                                                                                         |
| 22                    | MW 17047           | 17 de març de 1944     |            |                                                                                         |
| 23                    |                    | 18 de març de 1944     |            |                                                                                         |
| 24                    |                    | 20 de març de 1944     |            |                                                                                         |
| 25                    |                    | 21 de març de 1944     |            |                                                                                         |
| 26                    |                    | 25 de març de 1944     |            |                                                                                         |
| 27                    |                    | 31 de març de 1944     |            |                                                                                         |
| Abril de 1944         |                    |                        |            |                                                                                         |
| 28                    |                    | 1 d'abril de 1944      |            |                                                                                         |
| 29                    |                    | 2 d'abril de 1944      |            |                                                                                         |
| 30                    |                    | 4 d'abril de 1944      |            |                                                                                         |
| 31                    |                    | 6 d'abril de 1944      |            |                                                                                         |
| 32                    |                    | 16 d'abril de 1944     |            |                                                                                         |
| 33                    | MW 17354           | 20 d'abril de 1944     |            | Intent cancel·lat amb intent posterior el 22 d'abril de 1944 com a llançament número 38 |
| 34                    | MW 17355           | 20 d'abril de 1944     | 257        | Explosió en l'aire                                                                      |
| 35                    | MW 17342           | 21 d'abril de 1944     | 85         | Error                                                                                   |
| 36                    | MW 17356           | 21 d'abril de 1944     | 157        | Explosió en l'aire                                                                      |
| 37                    | MW 17360           | 21 d'abril de 1944     | 216        | Explosió en l'aire                                                                      |
| 38                    | MW 17354           | 22 d'abril de 1944     | 261        | Explosió en l'aire                                                                      |
| 39                    | MW 17382           | 22 d'abril de 1944     | 257        | Explosió en l'aire                                                                      |
| 40                    | MW 17344           | 23 d'abril de 1944     |            | Va fallar en el llançament                                                              |
| 41                    | MW 17341           | 28 d'abril de 1944     | 256        | Explosió en l'aire                                                                      |
| 42                    | MW 17349           | 28 d'abril de 1944     | 255        | Explosió en l'aire                                                                      |
| 43                    | MW 17351           | 29 d'abril de 1944     | 254        | Explosió en l'aire                                                                      |
| 44                    | MW 17378           | 29 d'abril de 1944     | 257        | Impacte                                                                                 |
| 45                    | MW 17350           | 30 d'abril de 1944     | 255        | Impacte                                                                                 |
| 46                    | MW 17361           | 30 d'abril de 1944     | 150        | Explosió en l'aire                                                                      |
| Maig de 1944          |                    |                        |            |                                                                                         |
| 47                    | MW 17359           | 1 de maig de 1944      | 338        | Explosió en l'aire                                                                      |
| 48                    | MW 17381           | 1 de maig de 1944      | 253        | Explosió en l'aire                                                                      |
| 49                    | MW 17388           | 1 de maig de 1944      | 29         | Error                                                                                   |
| 50                    | MW 17352           | 3 de maig de 1944      | 5.2        | Error                                                                                   |
| 51                    | MW 17353           | 3 de maig de 1944      | 0.1        | Va fallar abans d'enlairar-se                                                           |
| 52                    | MW 17357           | 3 de maig de 1944      | nil        | Error                                                                                   |
| 53                    | MW 17365           | 3 de maig de 1944      |            | Error                                                                                   |
| 54                    | MW 17369           | 3 de maig de 1944      | 257        | Explosió en l'aire                                                                      |
| 55                    | MW 17358           | 4 de maig de 1944      | 250        | Explosió en l'aire                                                                      |
| 56                    | MW 17367           | 4 de maig de 1944      |            | Error                                                                                   |
| 57                    | MW 17368           | 4 de maig de 1944      |            | Error                                                                                   |
| 58                    | MW 17362           | 5 de maig de 1944      |            | Error; també va fallar un altre intent en el 9 de maig de 1944                          |
| 59                    | MW 17366           | 5 de maig de 1944      | 259        | Explosió en l'aire                                                                      |
| 60                    | MW 17385           | 5 de maig de 1944      | 258        | Explosió en l'aire                                                                      |
| 61                    | MW 17364           | 6 de maig de 1944      | 258        | Explosió en l'aire                                                                      |
| 62                    | MW 17386           | 6 de maig de 1944      | 258        | Explosió en l'aire                                                                      |
| 63                    | MW 17392           | 6 de maig de 1944      | 1.7        | Error                                                                                   |
| 64                    | MW 17383           | 7 de maig de 1944      | 293        | Explosió en l'aire                                                                      |
| 65                    | MW 17387           | 7 de maig de 1944      | 294.0      | Error de guiatge                                                                        |
| 66                    | MW 17348           | 8 de maig de 1944      | nil        | Va fallar en el llançament                                                              |
| 67                    | MW 17333           | 9 de maig de 1944      |            | Va fallar                                                                               |
| 68                    | MW 17389           | 9 de maig de 1944      |            | Error                                                                                   |
| 69                    | MW 17332           | 10 de maig de 1944     | 259        | Impacte                                                                                 |
| 70                    | MW 17384           | 10 de maig de 1944     | 4.8        | Error                                                                                   |
| 71                    | MW 17327           | 11 de maig de 1944     | 262        | Impacte                                                                                 |
| 72                    | MW 17331           | 11 de maig de 1944     | 260        | Impacte                                                                                 |
| 73                    | MW 17398           | 12 de maig de 1944     | 300        | Explosió en l'aire                                                                      |
| 74                    | MW 17 399          | 12 de maig de 1944     |            | Reeixit                                                                                 |
| 75                    | MW 17330           | 13 de maig de 1944     | 258        | Explosió en l'aire                                                                      |
| 76                    | MW 17390           | 14 de maig de 1944     | 161        | Impacte                                                                                 |
| 77                    | MW 17334           | 15 de maig de 1944     | 261        | Explosió en l'aire                                                                      |
| 78                    | MW 17393           | 15 de maig de 1944     | 258        | Explosió en l'aire                                                                      |
| 79                    | MW 17401           | 17 de maig de 1944     | 259        | Explosió en l'aire                                                                      |
| 80                    | MW 17683           | 18 de maig de 1944     | 4.3        | Error                                                                                   |
| 81                    | MW 17687           | 18 de maig de 1944     | 32.0       | Error de guiatge                                                                        |
| 82                    | MW 17686           | 20 de maig de 1944     |            | Error                                                                                   |
| 83                    | MW 17748           | 21 de maig de 1944     | 254        | Impacte                                                                                 |
| 84                    | MW 17749           | 21 de maig de 1944     |            | Error                                                                                   |
| 85                    | MW 17753           | 21 de maig de 1944     |            | Error                                                                                   |
| 86                    | MW 17757           | 21 de maig de 1944     | 259        | Explosió en l'aire                                                                      |
| 87                    | MW 17760           | 21 de maig de 1944     |            | Error                                                                                   |
| 88                    | MW 17764           | 21 de maig de 1944     | 330        | Explosió en l'aire                                                                      |
| 89                    | MW 17750           | 22 de maig de 1944     | 255        | Explosió en l'aire                                                                      |
| 90                    | MW 17762           | 22 de maig de 1944     | 130        | Explosió en l'aire                                                                      |
| 91                    | MW 17766           | 22 de maig de 1944     |            | Error                                                                                   |
| 92                    | MW 17767           | 22 de maig de 1944     | 109        | Explosió en l'aire                                                                      |
| 93                    | MW 17751           | 23 de maig de 1944     | 2          | Error                                                                                   |
| 94                    | MW 17752           | 23 de maig de 1944     | 253        | Explosió en l'aire                                                                      |
| 95                    | MW 17754           | 23 de maig de 1944     | 258        | Explosió en l'aire                                                                      |
| 96                    | MW 17755           | 23 de maig de 1944     |            | Error                                                                                   |
| 97                    | MW 17758           | 23 de maig de 1944     | 255        | Explosió en l'aire; es va rellançar el 21 de maig de 1944                               |
| 98                    | MW 17759           | 23 de maig de 1944     | 251        | Explosió en l'aire                                                                      |
| 99                    | MW 17761           | 23 de maig de 1944     | 263        | Explosió en l'aire                                                                      |
| 100                   | MW 17765           | 23 de maig de 1944     | 256        | Explosió en l'aire                                                                      |
| 101                   | MW 17768           | 23 de maig de 1944     | 337        | Explosió en l'aire                                                                      |
| 102                   | MW 17403           | 24 de maig de 1944     | 264        | Explosió en l'aire                                                                      |
| 103                   | MW 17769           | 24 de maig de 1944     | 252        | Impacte; (Intent fallat el 22 de maig)                                                  |
| 104                   | MW 17682           | 26 de maig de 1944     | 259        | Explosió en l'aire                                                                      |
| 105                   | MW 17397           | 27 de maig de 1944     | 178        | Explosió en l'aire                                                                      |
| 106                   | MW 17400           | 27 de maig de 1944     | 262        | Explosió en l'aire                                                                      |
| 107                   | MW 17405           | 27 de maig de 1944     |            | Error                                                                                   |
| 108                   | MW 17688           | 27 de maig de 1944     | 86         | Explosió en l'aire                                                                      |
| 109                   | MW 17773           | 27 de maig de 1944     | 162        | Explosió en l'aire                                                                      |
| 110                   | MW 17774           | 28 de maig de 1944     | 244        | Explosió en l'aire                                                                      |
| 111                   | MW 17329           | 29 de maig de 1944     | 129        | Explosió en l'aire                                                                      |
| 112                   | MW 17402           | 29 de maig de 1944     |            | Error                                                                                   |
| 113                   | MW 17670           | 29 de maig de 1944     | 257        | Impacte                                                                                 |
| 114                   | MW 17770           | 29 de maig de 1944     | 207        | Explosió en l'aire                                                                      |
| 115                   | MW 17775           | 29 de maig de 1944     | 251        | Explosió en l'aire                                                                      |
| 116                   | MW 17782           | 29 de maig de 1944     | 240        | Impacte                                                                                 |
| 117                   | MW 17783           | 29 de maig de 1944     | 240        | Explosió en l'aire                                                                      |
| 118                   | MW 17771           | 30 de maig de 1944     | 254        | Impacte                                                                                 |
| 119                   | MW 17784           | 30 de maig de 1944     | 226        | Explosió en l'aire                                                                      |
| Juny de 1944          |                    |                        |            |                                                                                         |
| 120                   | MW 17776           | 1 de juny de 1944      | 202        | Impacte                                                                                 |
| 121                   | MW 17779           | 1 de juny de 1944      | 153        | Impacte                                                                                 |
| 122                   | MW 17780           | 1 de juny de 1944      | 178.0      | Error de guiatge                                                                        |
| 123                   | MW 17781           | 1 de juny de 1944      | 45.5       | Error de guiatge                                                                        |
| 124                   | MW 17777           | 5 de juny de 1944      | 58         | Error                                                                                   |
| 125                   | MW 17772           | 6 de juny de 1944      | de 199     | Explosió en l'aire                                                                      |
| 126                   | MW 17802           | 6 de juny de 1944      | 213        | Impacte                                                                                 |
| 127                   | MW 17 809          | 14 de juny de 1944     |            | Reeixit                                                                                 |
| 128                   | MW 17 796          | 14 de juny de 1944     |            | Error                                                                                   |
| 129                   | MW 17 995          | 15 de juny de 1944     |            | Reeixit                                                                                 |
| 130                   | MW 18022           | 16 de juny de 1944     | 270        | Explosió en l'aire                                                                      |
| 131                   | MW 18024           | 16 de juny de 1944     | 270        | Explosió en l'aire                                                                      |
| 132                   | MW 18025           | 16 de juny de 1944     | 333        | Explosió en l'aire                                                                      |
| 133                   | MW 18027           | 16 de juny de 1944     | 203        | Explosió en l'aire                                                                      |
| 134                   | MW 18028           | 16 de juny de 1944     | 267        | Explosió en l'aire                                                                      |
| 135                   | MW 18026           | 17 de juny de 1944     | 270        | Explosió en l'aire                                                                      |
| 136                   | MW 18029           | 17 de juny de 1944     | 231        | Explosió en l'aire                                                                      |
| 137                   | MW 18030           | 17 de juny de 1944     | 115        | Explosió en l'aire                                                                      |
| 138                   | MW 18031           | 17 de juny de 1944     | 270        | Explosió en l'aire                                                                      |
| 139                   | MW 18032           | 17 de juny de 1944     | 268        | Explosió en l'aire                                                                      |
| 140                   | MW 18035           | 17 de juny de 1944     | 133        | Impacte                                                                                 |
| 141                   | MW 18037           | 17 de juny de 1944     | 13         | Error                                                                                   |
| 142                   | MW 18038           | 17 de juny de 1944     | 132        | Explosió en l'aire                                                                      |
| 143                   | MW 18042           | 17 de juny de 1944     | 262        | Explosió en l'aire                                                                      |
| 144                   | MW 18033           | 18 de juny de 1944     | 258        | Impacte                                                                                 |
| 145                   | MW 18039           | 18 de juny de 1944     | 296        | Explosió en l'aire                                                                      |
| 146                   | MW 18047           | 18 de juny de 1944     | 276        | Impacte                                                                                 |
| 147                   | MW 18048           | 18 de juny de 1944     | 269        | Explosió en l'aire                                                                      |
| 148                   | MW 18050           | 18 de juny de 1944     | 269        | Explosió en l'aire                                                                      |
| 149                   | MW 18051           | 18 de juny de 1944     |            | Error                                                                                   |
| 150                   | MW 18056           | 18 de juny de 1944     | 270        | Explosió en l'aire                                                                      |
| 151                   | MW 18058           | 18 de juny de 1944     | 334        | Explosió en l'aire                                                                      |
| 152                   | MW 18059           | 18 de juny de 1944     |            | Error                                                                                   |
| 153                   | MW 18060           | 18 de juny de 1944     | 224        | Explosió en l'aire                                                                      |
| 154                   | MW 18061           | 18 de juny de 1944     | 262        | Explosió en l'aire                                                                      |
| 155                   | MW 18 041          | 18 de juny de 1944     |            |                                                                                         |
| 156                   | MW 18040           | 19 de juny de 1944     | 136        | Explosió en l'aire                                                                      |
| 157                   | MW 18043           | 19 de juny de 1944     |            | Error                                                                                   |
| 158                   | MW 18044           | 19 de juny de 1944     | 303        | Explosió en l'aire                                                                      |
| 159                   | MW 18046           | 20 de juny de 1944     | 5          | Error                                                                                   |
| 160                   | MW 18049           | 20 de juny de 1944     |            | Error                                                                                   |
| 161                   | MW 18062           | 20 de juny de 1944     |            | Error on lift-off                                                                       |
| 162                   | MW 18064           | 20 de juny de 1944     | 226        | Explosió en l'aire                                                                      |
| 163                   | MW 18065           | 20 de juny de 1944     | 206        | Explosió en l'aire                                                                      |
| 164                   | MW 18066           | 20 de juny de 1944     | 204        | Explosió en l'aire                                                                      |
| 165                   | MW 18067           | 20 de juny de 1944     | 308        | Explosió en l'aire                                                                      |
| 166                   | MW 18068           | 20 de juny de 1944     | 253        | Explosió en l'aire                                                                      |
| 167                   | MW 18069           | 20 de juny de 1944     | 272        | Explosió en l'aire                                                                      |
| 168                   | MW 18070           | 20 de juny de 1944     | 283        | Explosió en l'aire                                                                      |
| 169                   | MW 18073           | 20 de juny de 1944     | 270        | Explosió en l'aire                                                                      |
| 170                   | MW 18079           | 20 de juny de 1944     | 214        | Explosió en l'aire                                                                      |
| 171                   | MW 18080           | 20 de juny de 1944     | 287        | Explosió en l'aire                                                                      |
| 172                   | MW 18052           | 21 de juny de 1944     | 300        | Explosió en l'aire                                                                      |
| 173                   | MW 18057           | 21 de juny de 1944     |            | Error                                                                                   |
| 174                   | MW 18093           | 21 de juny de 1944     |            | Error                                                                                   |
| 175                   | MW 18053           | 22 de juny de 1944     | 209        | Explosió en l'aire                                                                      |
| 176                   | MW 18054           | 22 de juny de 1944     | 219        | Explosió en l'aire                                                                      |
| 177                   | MW 18091           | 22 de juny de 1944     |            | Error                                                                                   |
| 178                   | MW 18092           | 22 de juny de 1944     | 278        | Explosió en l'aire                                                                      |
| 179                   | MW 18094           | 22 de juny de 1944     | 242        | Explosió en l'aire                                                                      |
| 180                   | MW 18103           | 22 de juny de 1944     | 217        | Explosió en l'aire                                                                      |
| 181                   | MW 18072           | 24 de juny de 1944     |            | Error                                                                                   |
| 182                   | MW 18087           | 24 de juny de 1944     | 155        | Impacte                                                                                 |
| 183                   | MW 18097           | 24 de juny de 1944     | 211        | Impacte                                                                                 |
| 184                   | MW 18098           | 24 de juny de 1944     | 119        | Impacte                                                                                 |
| 185                   | MW 18085           | 25 de juny de 1944     | 243        | Explosió en l'aire                                                                      |
| 186                   | MW 18086           | 25 de juny de 1944     | 249        | Explosió en l'aire                                                                      |
| 187                   | MW 18096           | 26 de juny de 1944     | 289        | Explosió en l'aire                                                                      |
| 188                   | MW 18099           | 26 de juny de 1944     | 285        | Explosió en l'aire                                                                      |
| 189                   | MW 18113           | 26 de juny de 1944     | 261        | Impacte                                                                                 |
| de 190                | MW 18114           | 26 de juny de 1944     | 266        | Impacte                                                                                 |
| de 191                | MW 18116           | 26 de juny de 1944     | 282        | Impacte                                                                                 |
| de 192                | MW 18115           | 27 de juny de 1944     |            | Error                                                                                   |
| de 193                |                    | 27 de juny de 1944     | 269        | Explosió en l'aire                                                                      |
| de 194                | MW 18123           | 27 de juny de 1944     |            | Va explotar a la zona de llançament                                                     |
| de 195                | MW 18124           | 27 de juny de 1944     |            | Impacte                                                                                 |
| de 196                | MW 18125           | 27 de juny de 1944     | 161        | Explosió en l'aire                                                                      |
| de 197                | MW 18126           | 27 de juny de 1944     | 251        | Impacte                                                                                 |
| de 198                | MW 18112           | 28 de juny de 1944     | 295        | Impacte                                                                                 |
| de 199                | MW 18117           | 28 de juny de 1944     | 266        | Impacte                                                                                 |
| 200                   | MW 18118           | 28 de juny de 1944     | 32.5       | Va fallar                                                                               |
| 201                   | MW 18121           | 28 de juny de 1944     | 274        | Explosió en l'aire                                                                      |
| 202                   | MW 18122           | 28 de juny de 1944     | 221        | Explosió en l'aire                                                                      |
| 203                   | MW 18 089          | 30 de juny de 1944     |            | Reeixit                                                                                 |
| 204                   | MW 18 108          | 30 de juny de 1944     |            | Reeixit                                                                                 |

## Llista de proves de llançament al bosc de Tuchola
| Nombre de llançaments | Amb èxit | Destinació del Coet | Data                   | Abast (km) | Comentaris                                                                |
| --------------------- | -------- | ------------------- | ---------------------- | ---------- | ------------------------------------------------------------------------- |
| Setembre de 1944      |          |                     |                        |            |                                                                           |
| 1                     | 127      | MW 18757            | 10 de setembre de 1944 |            | Abandonat                                                                 |
| 2                     | 128      | MW 18769            | 12 de setembre de 1944 | 221        |                                                                           |
| 3                     | 129      | MW 18767            | 13 de setembre de 1944 |            | Va fallar en la zona de llançament                                        |
| 4                     | 130      | MW 18761            | 13 de setembre de 1944 | 178        |                                                                           |
| 5                     | 131      | MW 18765            | 13 de setembre de 1944 | 220        |                                                                           |
| 6                     | 132      | MW 18745            | 14 de setembre de 1944 | 218        |                                                                           |
| 7                     | 133      | MW 18758            | 14 de setembre de 1944 | 210        |                                                                           |
| 8                     | 134      | MW 18751            | 14 de setembre de 1944 |            | Va fallar en la zona de llançament. Es va retornar a HAP                  |
| 9                     | 135      | MW 18756            | 15 de setembre de 1944 | 4          | Va fallar el guiatge després de l'enlairament                             |
| 10                    | 136      | MW 18763            | 15 de setembre de 1944 | 12         | Explosió en el sistema de propulsió                                       |
| 11                    | 137      | MW 18746            | 16 de setembre de 1944 | 217        |                                                                           |
| 12                    | 138      | MW 18750            | 16 de setembre de 1944 | 193        | Explosió en l'aire                                                        |
| 13                    | 139      | MW 18752            | 17 de setembre de 1944 | 168        | Explosió en l'aire                                                        |
| 14                    | 140      | MW 18754            | 17 de setembre de 1944 | 164        | Explosió en l'aire                                                        |
| 15                    | 141      | MW 18755            | 18 de setembre de 1944 | 165        | Impacte                                                                   |
| 16                    | 142      | MW 18747            | 18 de setembre de 1944 | 171        | Impacte                                                                   |
| 17                    | 143      | MW 18766            | 18 de setembre de 1944 | 166        | Explosió en l'aire                                                        |
| 18                    | 144      | MW 18762            | 18 de setembre de 1944 | 141        | Impacte                                                                   |
| 19                    | 145      | MW 18753            | 19 de setembre de 1944 | 199        | Explosió en l'aire                                                        |
| 20                    | 146      | MW 18764            | 19 de setembre de 1944 | 162        | Explosió en l'aire                                                        |
| 21                    | 147      | MW 18822            | 21 de setembre de 1944 | 160        | Impacte                                                                   |
| 22                    | 148      | MW 18824            | 21 de setembre de 1944 | 173        | Impacte                                                                   |
| 23                    | 149      | MW 18825            | 22 de setembre de 1944 | 143        | Impacte                                                                   |
| 24                    | 150      | MW 18826            | 22 de setembre de 1944 | 177        | Impacte                                                                   |
| 25                    | 151      | MW 18823            | 23 de setembre de 1944 | 42         | Impacte al principi                                                       |
| 26                    | 152      | MW 18821            | 23 de setembre de 1944 | 151        | Impacte                                                                   |
| 27                    | 153      | MW 18831            | 23 de setembre de 1944 | 242        | Impacte                                                                   |
| 28                    | 154      | MW 18827            | 24 de setembre de 1944 | 141        | Impacte                                                                   |
| 29                    | 155      | MW 18820            | 24 de setembre de 1944 |            | Avortament. Es va retornar a HAP.                                         |
| 30                    | 157      | MW 18806            | 25 de setembre de 1944 | 168        | Explosió en l'aire                                                        |
| 31                    | 158      | MW 18807            | 25 de setembre de 1944 | 143        | Explosió en l'aire                                                        |
| 32                    | 159      | MW 18808            | 25 de setembre de 1944 | 164        | Explosió en l'aire                                                        |
| 33                    | 160      | MW 18815            | 25 de setembre de 1944 | 164        | Impacte                                                                   |
| 34                    | 161      | MW 18803            | 25 de setembre de 1944 | 162        | Explosió en l'aire                                                        |
| 35                    | 162      | MW 18801            | 26 de setembre de 1944 | 171        | Explosió en l'aire                                                        |
| 36                    | 163      | MW 18804            | 26 de setembre de 1944 | 165        | Impacte                                                                   |
| 37                    | 164      | MW 18805            | 26 de setembre de 1944 | 166        | Explosió en l'aire                                                        |
| 38                    | 165      | MW 18802            | 26 de setembre de 1944 | 162        | Explosió en l'aire                                                        |
| 39                    | 166      | MW 18803            | 26 de setembre de 1944 |            | Abandonat; l'aleta danyada. Es va intentar llançar el 5 d'octubre de 1944 |
| 40                    | 167      | MW 18770            | 26 de setembre de 1944 | 92         | Explosió en l'aire                                                        |
| 41                    | 156      | MW 18837            | 27 de setembre de 1944 | 138        | Explosió en l'aire                                                        |
| 42                    | 168      | MW 18771            | 27 de setembre de 1944 | 160        | Explosió en l'aire                                                        |
| 43                    | 169      | MW 18774            | 30 de setembre de 1944 | 170        | Explosió en l'aire                                                        |
| 44                    | 170      | MW 18788            | 30 de setembre de 1944 | 167        | Impacte                                                                   |
| 45                    | 171      | MW 18794            | 30 de setembre de 1944 | 179        | Impacte                                                                   |
| Octubre de 1944       |          |                     |                        |            |                                                                           |
| 46                    | 172      | MW 18777            | 1 d'octubre de 1944    | 166        |                                                                           |
| 47                    | 173      | MW 18772            | 1 d'octubre de 1944    | 170        |                                                                           |
| 48                    | 174      | MW 18773            | 1 d'octubre de 1944    | 173        |                                                                           |
| 49                    | 175      | MW 18778            | 2 d'octubre de 1944    | 132        |                                                                           |
| 50                    | 176      | MW 18776            | 2 d'octubre de 1944    | 170        |                                                                           |
| 51                    | 177      | MW 18796            | 2 d'octubre de 1944    | 247        | Explosió en l'aire                                                        |
| 52                    | 178      | MW 18795            | 2 d'octubre de 1944    | 236        | Explosió en l'aire                                                        |
| 53                    | 179      | MW 18799            | 5 d'octubre de 1944    | 229        | Explosió en l'aire                                                        |
| 54                    | 180      | MW 18798            | 5 d'octubre de 1944    | 230        | Explosió en l'aire                                                        |
| 55                    | 181      | MW 18792            | 5 d'octubre de 1944    | 225        | Impacte                                                                   |
| 56                    | 182      | MW 18797            | 5 d'octubre de 1944    | 252        | Explosió en l'aire                                                        |
| 57                    | 183      | MW 18803            | 5 d'octubre de 1944    | 228        | Impacte                                                                   |
| 58                    | 184      | MW 18791            | 5 d'octubre de 1944    | 233        | Impacte                                                                   |
| 59                    | 185      | MW 18790            | 5 d'octubre de 1944    | 183        | Explosió en l'aire                                                        |
| 60                    | 187      | MW 19041            | 6 d'octubre de 1944    | 222        |                                                                           |
| 61                    | 188      | MW 19048            | 6 d'octubre de 1944    | 225        |                                                                           |
| 62                    | 189      | MW 19045            | 9 d'octubre de 1944    | 213        |                                                                           |
| 63                    | 190      | MW 19047            | 9 d'octubre de 1944    | 210        |                                                                           |
| 64                    | 191      | MW 19039            | 9 d'octubre de 1944    | 205        | Impacte                                                                   |
| 65                    | 192      | MW 19043            | 9 d'octubre de 1944    | 7          | Va fallar després del llançament                                          |
| 66                    | 193      | MW 19042            | 9 d'octubre de 1944    | 219        |                                                                           |
| 67                    | 194      | MW 19046            | 10 d'octubre de 1944   | 220        |                                                                           |
| 68                    | 195      | MW 19040            | 10 d'octubre de 1944   | 224        | Explosió en l'aire                                                        |
| 69                    | 196      | MW 19044            | 10 d'octubre de 1944   | 209        |                                                                           |
| 70                    | 197      | MW 18810            | 10 d'octubre de 1944   | 239        | Explosió en l'aire                                                        |
| 71                    | 198      | MW 18813            | 10 d'octubre de 1944   | 209        | Impacte                                                                   |
| 72                    | 199      | MW 18809            | 10 d'octubre de 1944   | 200        |                                                                           |
| 73                    | 200      | MW 18811            | 11 d'octubre de 1944   | 272        | Impacte                                                                   |
| 74                    | 201      | MW 18816            | 11 d'octubre de 1944   | 217        | Explosió en l'aire                                                        |
| 75                    | 202      | MW 18814            | 11 d'octubre de 1944   | 216        | Impacte                                                                   |
| 76                    | 203      | MW 18818            | 11 d'octubre de 1944   | 220        | Explosió en l'aire                                                        |
| 77                    | 204      | MW 18812            | 14 d'octubre de 1944   | 245        | Impacte                                                                   |
| 78                    | 205      | MW 18819            | 14 d'octubre de 1944   | 44         | Danyat en el llançament                                                   |
| 79                    | 206      | MW 18817            | 14 d'octubre de 1944   | 245        | Impacte                                                                   |
| 80                    | 207      | MW 19487            | 28 d'octubre de 1944   | 223        |                                                                           |
| 81                    | 208      | MW 19486            | 29 d'octubre de 1944   | 224        |                                                                           |
| 82                    | 209      | MW 19484            | 30 d'octubre de 1944   | 217        |                                                                           |
| 83                    | 210      | MW 19498            | 30 d'octubre de 1944   | 223        |                                                                           |
| 84                    | 211      | MW 19488            | 31 d'octubre de 1944   | 223        |                                                                           |
| 85                    | 212      | MW 19491            | 31 d'octubre de 1944   | 223        |                                                                           |
| 86                    | 213      | MW 19489            | 31 d'octubre de 1944   | 231        |                                                                           |
| Novembre de 1944      |          |                     |                        |            |                                                                           |
| 87                    | 214      | MW 19504            | 1 de novembre de 1944  | 2          |                                                                           |
| 88                    | 215      | MW 19490            | 1 de novembre de 1944  | 221        |                                                                           |
| 89                    | 216      | Ma241               | 1 de novembre de 1944  |            | Va fallar en la zona de llançament                                        |
| 90                    | 217      | MW 19492            | 2 de novembre de 1944  | 223        | Impacte                                                                   |
| 91                    | 218      | MW 19493            | 2 de novembre de 1944  | 218        | Impacte                                                                   |
| 92                    | 219      | MW 19494            | 3 de novembre de 1944  | 214        | Impacte                                                                   |
| 93                    | 220      | MW 19496            | 3 de novembre de 1944  | 221        | Impacte                                                                   |
| 94                    | 221      | MW 19495            | 4 de novembre de 1944  | 226        | Impacte                                                                   |
| 95                    | 222      | MW 19497            | 4 de novembre de 1944  | 224        | Explosió en l'aire                                                        |
| 96                    | 223      | MW 19502            | 5 de novembre de 1944  | 224        | Explosió en l'aire                                                        |
| 97                    | 224      | MW 19500            | 5 de novembre de 1944  | 116        | Explosió en l'aire                                                        |
| 98                    | 225      | MW 19501            | 5 de novembre de 1944  | 222        | Explosió en l'aire                                                        |
| 99                    | 226      | MW 19499            | 5 de novembre de 1944  | 112        | Explosió en l'aire                                                        |
| 100                   | 227      | MW 19508            | 6 de novembre de 1944  | 250        | Impacte                                                                   |
| 101                   | 228      | MW 19511            | 7 de novembre de 1944  | 290        | Impacte                                                                   |
| 102                   | 229      | MW 19514            | 7 de novembre de 1944  | 250        | Explosió en l'aire                                                        |
| 103                   | 230      | MW 19506            | 7 de novembre de 1944  | 293        | Explosió en l'aire                                                        |
| 104                   | 231      | MW 19507            | 7 de novembre de 1944  | 250        | Impacte                                                                   |
| 105                   | 232      | MW 19509            | 8 de novembre de 1944  | 1          | Va fallar després del llançament                                          |
| 106                   | 236      | MW 19520            | 9 de novembre de 1944  | 257        | Impacte                                                                   |
| 107                   |          | MW 19519            | 9 de novembre de 1944  |            | Es va retornar a Mittelwerk                                               |
| 108                   | 238      | MW 19516            | 10 de novembre de 1944 | 248        | Explosió en l'aire                                                        |
| 109                   | 239      | MW 19518            | 10 de novembre de 1944 | 35         | Impacte                                                                   |
| 110                   |          | MW 19529            | 11 de novembre de 1944 |            | Es va retornar a MW                                                       |
| 111                   | 235      | MW 19510            | 12 de novembre de 1944 | 49         | Va explotar després del llançament                                        |
| 112                   | 237      | MW 19528            | 12 de novembre de 1944 | 245        | Impacte                                                                   |
| 113                   | 233      | MW 19513            | 13 de novembre de 1944 | 267        | Explosió en l'aire                                                        |
| 114                   | 234      | MW 19512            | 13 de novembre de 1944 | 90         | Impacte                                                                   |
| 115                   | 241      | de 19525            | 14 de novembre de 1944 | 250        | Impacte                                                                   |
| 116                   | 242      | MW 19517            | 14 de novembre de 1944 | 250        | Impacte                                                                   |
| 117                   | 243      | MW 19549            | 15 de novembre de 1944 | 197        |                                                                           |
| 118                   | 244      | MW 19548            | 15 de novembre de 1944 | 196        |                                                                           |
| 119                   | 245      | MW 19544            | 18 de novembre de 1944 | 76         |                                                                           |
| 120                   | 246      | MW 19547            | 19 de novembre de 1944 | 159        |                                                                           |
| 121                   | 247      | MW 19545            | 19 de novembre de 1944 | 168        |                                                                           |
| 122                   | 248      | MW 19553            | 20 de novembre de 1944 | 183        |                                                                           |
| 123                   | 249      | MW 19550            | 20 de novembre de 1944 | 194        |                                                                           |
| 124                   | 250      | MW 19552            | 20 de novembre de 1944 | 189        |                                                                           |
| 125                   | 251      | MW 19551            | 21 de novembre de 1944 | 113        |                                                                           |
| 126                   | 252      | MW 19546            | 21 de novembre de 1944 | 168        |                                                                           |
| 127                   | 253      | MW 19829            | 21 de novembre de 1944 | 233        | Impacte                                                                   |
| 128                   | 254      | MW 19843            | 22 de novembre de 1944 | 229        | Explosió en l'aire                                                        |
| 129                   | 255      | MW 19830            | 22 de novembre de 1944 | 190        | Impacte                                                                   |
| 130                   | 256      | MW 19832            | 22 de novembre de 1944 |            | Error del motor                                                           |
| 131                   | 257      | MW 19862            | 23 de novembre de 1944 | 385        | No es van rebre dades                                                     |
| 132                   | 258      | MW 19866            | 23 de novembre de 1944 | 289        | Explosió en l'aire                                                        |
| 133                   | 260      | MW 19833            | 24 de novembre de 1944 | 219        | Impacte                                                                   |
| 134                   | 261      | MW 19834            | 24 de novembre de 1944 | 35         | Error de guiatge                                                          |
| 135                   |          | MW 19839            | 24 de novembre de 1944 |            | Es va retornar a Mittelwerk                                               |
| 136                   | 262      | MW 19835            | 25 de novembre de 1944 | 58         | Error de guiatge                                                          |
| 137                   | 259      | MW 19864            | 25 de novembre de 1944 | 323        | No es van rebre dades                                                     |
| 138                   | 263      | MW 19836            | 26 de novembre de 1944 | 232        | Impacte                                                                   |
| 139                   |          | MW 19842            | 26 de novembre de 1944 |            | Es va retornar a Mittelwerk                                               |
| 140                   | 267      | MW 19861            | 26 de novembre de 1944 | 0          | Va explotar a la zona de llançament                                       |
| 141                   | 264      | MW 19831            | 27 de novembre de 1944 | 235        | Explosió en l'aire                                                        |
| 142                   | 265      | MW 19844            | 27 de novembre de 1944 | 230        | Explosió en l'aire                                                        |
| 143                   | 266      | MW 19840            | 27 de novembre de 1944 |            | Error                                                                     |
| 144                   | 269      | MW 19827            | 28 de novembre de 1944 | 231        | Explosió en l'aire                                                        |
| 145                   | 268      | MW 19868            | 28 de novembre de 1944 | 279        | No es van rebre dades                                                     |
| 146                   | 270      | MW 19841            | 29 de novembre de 1944 | 166        | Impacte                                                                   |
| 147                   | 271      | MW 19825            | 29 de novembre de 1944 | 231        | Impacte                                                                   |
| 148                   | 274      | MW 19873            | 29 de novembre de 1944 | 315        | No es van rebre dades                                                     |
| 149                   | 272      | MW 19846            | 30 de novembre de 1944 | 132        | Error                                                                     |
| 150                   | 273      | MW 19849            | 30 de novembre de 1944 | 232        | Impacte                                                                   |
| 151                   |          | MW 19826            | 30 de novembre de 1944 |            | Es va retornar a MW                                                       |
| Desembre de 1944      |          |                     |                        |            |                                                                           |
| 152                   | 276      | MW 19848            | 1 de desembre de 1944  | 214        | Explosió en l'aire                                                        |
| 153                   | 277      | MW 19850            | 1 de desembre de 1944  | 2          | Explosió després del llançament                                           |
| 154                   |          | MW 19869            | 1 de desembre de 1944  |            | Es va retornar una estació de camp, amb fuites                            |
| 155                   | 275      | MW 19302            | 1 de desembre de 1944  | 320        | No es van rebre dades                                                     |
| 156                   | 278      | MW 19301            | 4 de desembre de 1944  | 293        | No es van rebre dades                                                     |
| 157                   | 279      | MW 19883            | 5 de desembre de 1944  | 250        | Explosió en l'aire                                                        |
| 158                   | 280      | MW 19893            | 5 de desembre de 1944  | 246        | Impacte                                                                   |
| 159                   | 281      | MW 19905            | 5 de desembre de 1944  | 251        | Explosió en l'aire                                                        |
| 160                   | 282      | MW 19913            | 6 de desembre de 1944  | 167        | Impacte                                                                   |
| 161                   | 283      | MW 19891            | 6 de desembre de 1944  |            | Error                                                                     |
| 162                   | 285      | MW 19874            | 7 de desembre de 1944  | 349        | No es van rebre dades                                                     |
| 163                   | 284      | MW 19901            | 7 de desembre de 1944  | 224        | Impacte                                                                   |
| 164                   | 285      | MW 19894            | 8 de desembre de 1944  | 243        | Impacte                                                                   |
| 165                   | 286      | MW 19888            | 8 de desembre de 1944  | 215        | Impacte                                                                   |
| 166                   | 290      | MW 19020            | 9 de desembre de 1944  | 347        | No es van rebre dades                                                     |
| 167                   | 287      | MW 19900            | 9 de desembre de 1944  | 270        | Impacte                                                                   |
| 168                   | 288      | MW 19895            | 9 de desembre de 1944  |            | Es va retornar a Mittelwerk                                               |
| 169                   | 291      | MW 19856            | 11 de desembre de 1944 | 245        |                                                                           |
| 170                   | 292      | MW 18783            | 11 de desembre de 1944 | 284        | No es van rebre dades                                                     |
| 171                   | 293      | MW 19855            | 12 de desembre de 1944 | 0          | Exploded above pad                                                        |
| 172                   | 294      | MW 19858            | 12 de desembre de 1944 | 243        |                                                                           |
| 173                   | 295      | MW 19854            | 12 de desembre de 1944 | 246        |                                                                           |
| 174                   |          | MW 19871            | 12 de desembre de 1944 |            | Es va retornar a field station                                            |
| 175                   | 296      | MW 19859            | 13 de desembre de 1944 | 244        |                                                                           |
| 176                   | 297      | MW 19870            | 13 de desembre de 1944 | 239        |                                                                           |
| 177                   | 298      | MW 19857            | 13 de desembre de 1944 | 68         | Explosió en l'aire                                                        |
| 178                   | 299      | MW 19865            | 14 de desembre de 1944 | 1          | Explosió en l'aire                                                        |
| 179                   | 300      | MW 19847            | de desembre de 1944    | 230        | Explosió en l'aire                                                        |
| 180                   | 301      | MW 19837            | 16 de desembre de 1944 | 216        | Impacte                                                                   |
| 181                   | 302      | MW 19838            | 16 de desembre de 1944 | 228        | Explosió en l'aire                                                        |
| 182                   | 303      | MW 19851            | 17 de desembre de 1944 | 128        | Error                                                                     |
| 183                   | 305      | de 19828            | 19 de desembre de 1944 | 52         | Error                                                                     |
| 184                   | 304      | MW 19872            | 19 de desembre de 1944 | 243        |                                                                           |
| 185                   | 306      | MW 19845            | 20 de desembre de 1944 | 0          | Error de control en enlairar-se als 15m d'alçària                         |
| 186                   | 307      | MW 19852            | 20 de desembre de 1944 | 81         | Error de guiatge                                                          |
| 187                   | 308      | MW 19853            | 20 de desembre de 1944 | 232        | Explosió en l'aire                                                        |
| 188                   |          | MW 19186            | 21 de desembre de 1944 | 229        | Impacte                                                                   |
| 189                   |          | MW 19676            | 21 de desembre de 1944 | 260        | Impacte                                                                   |
| 190                   |          | MW 19778            | 21 de desembre de 1944 | 228        | Impacte                                                                   |
| 191                   |          | MW 19886            | 23 de desembre de 1944 | 232        | Impacte                                                                   |
| 192                   |          | MW 19674            | 23 de desembre de 1944 | 222        | Impacte                                                                   |
| 193                   |          | MW 19776            | 23 de desembre de 1944 | 224        | Explosió en l'aire                                                        |
| 194                   |          | MW 19650            | 25 de desembre de 1944 | 225        | Impacte                                                                   |
| 195                   |          | MW 19681            | 25 de desembre de 1944 | 228        | Explosió en l'aire                                                        |
| 196                   | 309      | MW 20853            | 27 de desembre de 1944 | 212        |                                                                           |
| 197                   | 310      | MW 20844            | 28 de desembre de 1944 | 234        |                                                                           |
| 198                   | 311      | MW 20845            | 28 de desembre de 1944 | 229        |                                                                           |
| 199                   | 312      | MW 20848            | 28 de desembre de 1944 |            | Va fallar                                                                 |
| 200                   | 313      | MW 20820            | 30 de desembre de 1944 | 230        |                                                                           |
| 201                   | 314      | MW 20816            | 30 de desembre de 1944 | 231        |                                                                           |
| 202                   | 315      | MW 20847            | 31 de desembre de 1944 | 226        |                                                                           |
| 203                   | 316      | MW 20825            | 31 de desembre de 1944 | 227        |                                                                           |
| Gener de 1945         |          |                     |                        |            |                                                                           |
| 204                   | 317      | MW 20852            | 1 de gener de 1945     | 34         | Va fallar                                                                 |
| 205                   |          | Ma419 (MW 20843)    | 1 de gener de 1945     |            | Intent abandonat - llançat el 8 de gener de 1945                          |
| 206                   | 318      | MW 20815            | 2 de gener de 1945     | 232        |                                                                           |
| 207                   | 319      | MW 20817            | 2 de gener de 1945     | 232        |                                                                           |
| 208                   | 320      | MW 20818            | 2 de gener de 1945     | 231        |                                                                           |
| 209                   | 321      | MW 20838            | 3 de gener de 1945     | 229        |                                                                           |
| 210                   | 322      | MW 20841            | 3 de gener de 1945     | 224        |                                                                           |
| 211                   | 323      | MW 20851            | 3 de gener de 1945     | 223        |                                                                           |
| 212                   | 324      | MW 20823            | 4 de gener de 1945     | 228        |                                                                           |
| 213                   | 325      | MW 20814            | 4 de gener de 1945     |            | Va fallar poc després del llançament                                      |
| 214                   | 326      | MW 20843            | 8 de gener de 1945     | 231        |                                                                           |
| 215                   | 327      | MW 20819            | 8 de gener de 1945     | 234        |                                                                           |
| 215                   | 330      | MW 20705            | 10 de gener de 1945    | 215        |                                                                           |
| 216                   | 331      | MW 20808            | 10 de gener de 1945    | 56         | Va fallar                                                                 |
| 217                   | 332      | MW 20809            | 10 de gener de 1945    | 227        |                                                                           |
| 218                   | 334      | MW 20810            | 11 de gener de 1945    | 226        |                                                                           |
| 219                   | 335      | MW 20807            | 11 de gener de 1945    | 161        | Va fallar                                                                 |
| 220                   | 336      | MW 20811            | 11 de gener de 1945    | 231        |                                                                           |
| 221                   | 337      | MW 20804            | 11 de gener de 1945    | 223        |                                                                           |
| 222                   | 338      | MW 20806            | 11 de gener de 1945    | 226        | Explosió en l'aire a alta altitud                                         |
| 223                   |          | MW 20824            | 11 de gener de 1945    |            | Abandonat                                                                 |
| 224                   |          | MW 20812            | 11 de gener de 1945    |            | Abandonat                                                                 |

## Llançaments de l'Operació Backfirea prop de Cuxhaven
| Data              | Temps | Alçada màxima | Temps de vol | Comentaris                                                                  |
| 2 d'octubre 1945  | 14h41 | 69,4 km       | 249,4 km     |                                                                             |
| 4 d'octubre 1945  | 14h16 | 17,4 km       | 24 km        | Error del motor poc després del llançament                                  |
| 15 d'octubre 1945 | 15h06 | 64 km         | 233 km       | Algunes fonts indiquen que el llançament va tenir lloc el 14 d'octubre 1945 |

## Llançaments de coets V-2 capturats pels EUA després del de 1945
El Upper Atmosphere Research Panel va ser utilitzat per dur a terme experiments en els vols de V-2s dels Estats Units.
| Numeració de Coet | Temps                     | Lloc de llançament | Plataforma (Pad) | Altitud màxima (quilòmetres) | Comentaris |
| 1946              |                           |                    |                  |                              | |
| 1                 | 15 de març de 1946        | White Sands        |                  | n/a                          | Prova d'ignició estàtica del motor del V-2 |
| 2                 | 16 d'abril de 1946        | White Sands        | Pad 33           | 5,5                          | Separació de ràdio en 19,5 segons després del llançament, el Fin 4 va fallar abans de separar-se                                               |
| 3                 | 10 de maig de 1946        | White Sands        | Pad 33           | 112,6                        | Vol nominal |
| 4                 | 29 de maig de 1946        | White Sands        | Pad 33           | 112,1                        | Vol nominal |
| 5                 | 13 de juny de 1946        | White Sands        | Pad 33           | 117,4                        | Vol nominal |
| 6                 | 28 de juny de 1946        | White Sands        | Pad 33           | 107,8                        | Error de separació |
| 7                 | 9 de juliol de 1946       | White Sands        | Pad 33           | 134,4                        | Rendiment nominal |
| 8                 | 19 de juliol de 1946      | White Sands        | Pad 33           | 4,824                        | Va explotar la bomba d'oxigen |
| 9                 | 30 de juliol de 1946      | White Sands        | Pad 33           | 161,5                        | Rendiment nominal |
| 10                | 15 d'agost de 1946        | White Sands        | Pad 33           | 6,4                          | Separació de ràdio en 16,5 segons després del llançament                                                                                       |
| 11                | 22 d'agost de 1946        | White Sands        | Pad 33           | 0                            | Un error de control va permetre l'ordre de separació als 6,5s                                                                                  |
| 12                | 10 d'octubre de 1946      | White Sands        | Pad 33           | 173,8                        | Rendiment nominal |
| 13                | 24 d'octubre de 1946      | White Sands        | Pad 33           | 104,6                        | Rendiment de propulsió sota els normals |
| 14                | 7 de novembre de 1946     | White Sands        | Pad 33           | 0,32                         | Un error en el guiatge va precedir una separació d'emergència als 31s                                                                          |
| 15                | 21 de novembre de 1946    | White Sands        | Pad 33           | 101,4                        | Rendiment de propulsió sota els normals |
| 16                | 5 de desembre de 1946     | White Sands        | Pad 33           | 152,9                        | El sistema de control va fallar en altitud |
| 17                | 17 de desembre de 1946    | White Sands        | Pad 33           | 183,4                        | El coet va explotar als 440s. |
| 1947              |                           |                    |                  |                              | |
| 18                | 10 de gener de 1947       | White Sands        | Pad 33           | 116.2                        | El rendiment pobre va permetre una rotació de 60 rpm.                                                                                          |
| 19                | 23 de gener de 1947       | White Sands        | Pad 33           | 49.9                         | El rendiment pobre va permetre una rotació de 80 rpm.                                                                                          |
| 20                | 20 de febrer de 1947      | White Sands        | Pad 33           | 109.4                        | Blossom 1 - La propulsió es va degradar als 55,5s.                                                                                             |
| 21                | 7 de març de 1947         | White Sands        | Pad 33           | 162.5                        | Rendiment nominal |
| 22                | 1 d'abril de 1947         | White Sands        | Pad 33           | 129.2                        | Rendiment nominal |
| 23                | 8 d'abril de 1947         | White Sands        | Pad 33           | 102.2                        | Rendiment nominal |
| 24                | 17 d'abril de 1947        | White Sands        | Pad 33           | 142.4                        | Prova amb èxit de càrrega amb ram-jet |
| 26                | 15 de maig de 1947        | White Sands        | Pad 33           | 135.2                        | Explosió interna als 64,3s. |
| H-II # 0          | 29 de maig de 1947        | White Sands        | Pad 33           | 79.3                         | El prototip Hermes II amb la prova de ramjet Organ. Es va perdre el control després de 4s i va impactar fora del rang a prop de Juarez, Mèxic. |
| 29                | 10 de juliol de 1947      | White Sands        | Pad 33           | 16.25                        | Una desviació de la trajectòria va donar lloc a la terminació en 32s.                                                                          |
| 30                | 29 de juliol de 1947      | White Sands        | Pad 33           | 160.7                        | Gairebé en trajectòria vertical. |
| 28                | 6 de setembre de 1947     | USS Midway         |                  | 1.5                          | Operació Sandy. Llançament des de portaavions amb èxit. Va explotar als 1524 m                                                                 |
| 27                | 9 d'octubre de 1947       | White Sands        | Pad 33           | 156.1                        | Explosió interna als 83,5s |
| GE-Sp             | 20 de novembre de 1947    | White Sands        | Pad 33           | 26.7                         | Vol de proves de la tecnologia GE |
| 28                | 8 de desembre de 1947     | White Sands        | Pad 33           | 104,6                        | Vol estable però menys altitud prevista |
| 1948              |                           |                    |                  |                              | |
| 34                | 22 de gener de 1948       | White Sands        | Pad 33           | 159.3                        | Error de separació de la càrrega útil |
| 36                | 6 de febrer de 1948       | White Sands        | Pad 33           | 111                          | Maniobrat amb èxit pel control de terra en 40s de vol                                                                                          |
| 39                | de 19 de març de 1948     | White Sands        | Pad 33           | 5.5                          | Un vol de baixa altitud va impedir qualsevol recuperació de dades                                                                              |
| 25                | 2 d'abril de 1948         | White Sands        | Pad 33           | 144                          | Els tres intents de llançament previs van fracassar en l'any anterior. Rendiment excel·lent.                                                   |
| 38                | de 19 d'abril de 1948     | White Sands        | Pad 33           | 56                           | Una direcció defectuosa va resultar en una rotació important i es va procedir a la terminació del vol                                          |
| Bumper-1          | 13 de maig de 1948        | White Sands        | Pad 33           | 127.3                        | Separació prematura del Bumper 1 Premature en la 2a etapa del WAC                                                                              |
| 35                | 27 de maig de 1948        | White Sands        | Pad 33           | 139.7                        | Vol estacionari amb una taxa de rotació baixa                                                                                                  |
| 37                | 11 de juny de 1948        | White Sands        | Pad 33           | 62.3                         | Blossom 2 - Separació als 57,7s; la càrrega es va separar als 96s                                                                              |
| 40                | 26 de juliol de 1948      | White Sands        | Pad 33           | 86.9                         | Un excés de velocitat en la turbina va portar a una separació de propulsor als 61s. 2rpm als 70s                                               |
| 43                | 5 d'agost de 1948         | White Sands        | Pad 33           | 165.7                        | Rendiment nominal |
| Bumper-2          | de 19 d'agost de 1948     | White Sands        | Pad 33           | 13.4                         | Va fallar la 1a etapa del Bumper 2 a causa d'una interrupció de fluïdesa de propel·lent                                                        |
| 33                | 2 de setembre de 1948     | White Sands        | Pad 33           | 150.6                        | Trencament vertical del vehicle en 370s a 84 km d'altitud.                                                                                     |
| Bumper-3          | 30 de setembre de 1948    | White Sands        | Pad 33           | 150.3                        | Va fallar l'etapa del WAC del Bumper 3 |
| Bumper-4          | 1 de novembre de 1948     | White Sands        | Pad 33           | 4.8                          | Explosió del Bumper 4 en la punta del V-2 |
| 44                | 18 de novembre de 1948    | White Sands        | Pad 33           | 145.3                        | Prova del difusor de ramjet en lloc de la secció de càrrega del Hermes B 'Organ'. Rendiment nominal.                                           |
| 42                | 9 de desembre de 1948     | White Sands        | Pad 33           | 108.4                        | Un error en la paleta als 22s va causar un vol erràtic                                                                                         |
| 1949              |                           |                    |                  |                              | |
| H-II # 1          | 13 de gener de 1949       | White Sands        | Pad 33           |                              | 1a prova del Hermes II |
| 45                | 28 de gener de 1949       | White Sands        | Pad 33           | 59.9                         | Rendiment defectuós |
| 48                | 17 de febrer de 1949      | White Sands        | Pad 33           | 100.6                        | Rendiment nominal |
| Bumper-5          | 24 de febrer de 1949      | White Sands        | Pad 33           | 129                          | Vol amb èxit. Separació de les etapes als 32,2 km                                                                                              |
| 41                | 21 de març de 1949        | White Sands        | Pad 33           | 133.5                        | Blossom 3 - No es va ejectar el paracaigudes                                                                                                   |
| 50                | 11 d'abril de 1949        | White Sands        | Pad 33           | 87.2                         | Rendiment pobre als 43s |
| Bumper-6          | 21 d'abril de 1949        | White Sands        | Pad 33           | 49.9                         | Separació prematura del V-2; l'etapa del WAC es va cremar                                                                                      |
| 46                | 5 de maig de 1949         | White Sands        | Pad 33           | 8.85                         | Segona prova del Hermes II 'Organ' amb el difusor de ramjet en lloc de la secció de càrrega                                                    |
| 47                | 14 de juny de 1949        | White Sands        | Pad 33           | 133.5                        | Blossom 4 - Rendiment nominal. |
| 32                | 16 de setembre de 1949    | White Sands        | Pad 33           | 4.2                          | Blossom 5 - càrrega. Les explosions van permetre una finalització abans d'hora                                                                 |
| 49                | 29 de setembre de 1949    | White Sands        | Pad 33           | 150.8                        | Rendiment nominal. |
| H-II # 2          | 6 d'octubre de 1949       | White Sands        | Pad 33           |                              | 2a prova del Hermes II. |
| 56                | 18 de novembre de 1949    | White Sands        | Pad 33           | 123.9                        | Rendiment nominal. |
| 31                | 8 de desembre de 1949     | White Sands        | Pad 33           | 130.3                        | Blossom 6 - Rendiment excel·lent |
| 1950              |                           |                    |                  |                              | |
| 53                | 17 de febrer de 1950      | White Sands        | Pad 33           | 148.7                        | Rendiment nominal. |
| Bumper-8          | 24 de juliol de 1950      | Cape Canaveral     | LC 3             | 16.1                         | Vol atmosfèric en poc angle sobre els 320 km                                                                                                   |
| Bumper-7          | 29 de juliol de 1950      | Cape Canaveral     | LC 3             | 16.1                         | Vol atmosfèric en poc angle sobre els 320 km                                                                                                   |
| 51                | 31 d'agost de 1950        | White Sands        | Pad 33           | 136.4                        | Blossom 7- Rendiment nominal. |
| 61                | 26 d'octubre de 1950      | White Sands        | Pad 33           | 8                            | Explosió als 50s en Mach 3 va finalitzar el vol                                                                                                |
| H-II # 3          | 11 de novembre de 1950    | White Sands        | Pad 33           |                              | 3a i última prova del Hermes II |
| 1951              |                           |                    |                  |                              | |
| 54                | 18 de gener de 1951       | White Sands        | Pad 33           | 1.6                          | Estancat en la zona de llançament 13s després es va aixecar lentament durant 38s abans d'explotar                                              |
| 57                | 8 de març de 1951         | White Sands        | Pad 33           | 3.1                          | Blossom 8 - Tres explosions a 15,5; 18,5 i 19,5s destruint les seccions                                                                        |
| 55                | 14 de juny de 1951        | White Sands        | Pad 33           | 0                            | Va explotar a la zona de llançament a l'inici de l'impuls del motor principal després d'aixecar-se 0.1524 m (6 inches)                         |
| 52                | 28 de juny de 1951        | White Sands        | Pad 33           | 5.8                          | Blossom 9 - Explosió en la punta als 8s i, a continuació es va donar l'ordre de separació als 22s.                                             |
| TF-1              | 22 d'agost de 1951        | White Sands        | Pad 33           | 213.4                        | Prova d'entrenament de l'exèrcit (els últims 5 llançaments pels "Científics Broomstick")                                                       |
| 60                | 29 d'octubre de 1951      | White Sands        | Pad 33           | 140.9                        | Prova d'entrenament de l'exèrcit. Es va llançar la càrrega però es va danyar en l'impacte.                                                     |
| 1952              |                           |                    |                  |                              | |
| 59                | 20 de maig de 1952        | White Sands        | Pad 33           | 103.5                        | Prova d'entrenament de l'exèrcit. *També anomenat TF-2                                                                                         |
| TF-3              | 22 d'agost de 1952        | White Sands        | Pad 33           | 78                           | Prova d'entrenament de l'exèrcit. Es va disminuir l'impuls després de 53s. Separació de la punta als 217s.                                     |
| TF-5              | de 19 de setembre de 1952 | White Sands        | Pad 33           | 27                           | Prova d'entrenament de l'exèrcit. Explosió en la punta als 27s finalitzant l'impuls.                                                           |

## Llançaments de rèpliques russes del V2
| Numeració del Coet | Data                   | Lloc de Llançament | Abast | Comentaris |
| T-01               | 18 d'octubre de 1947   | Kapustin Iar       | 207   | El vehicle es va desintegrar en la reentrada atmosfèrica                                                                                           |
| T-02               | 20 d'octubre de 1947   | Kapustin Iar       | 231   | Es va desviar 181 quilòmetres del rumb destinat |
| T-03               | 23 d'octubre de 1947   | Kapustin Iar       | 29    | L'observació del vehicle es va veure obstaculitzada pels núvols baixos. El vehicle va ser desintegrat, possiblement a causa d'un error en l'ogiva. |
| T-04               | 28 d'octubre de 1947   | Kapustin Iar       | 29    | Reeixit |
| T-05               | 31 d'octubre de 1947   | Kapustin Iar       | 2     | Va començar a rodar després d'enlairar-se i es va estavellar                                                                                       |
| T-06               | 2 de novembre de 1947  | Kapustin Iar       | 260   | Reeixit |
| T-07               | 2 de novembre de 1947  | Kapustin Iar       | 260   | Es van perdre els alerons després del seu llançament                                                                                               |
| T-08               | 4 de novembre de 1947  | Kapustin Iar       | 268   | Reeixit |
| T-09               | 10 de novembre de 1947 | Kapustin Iar       | 24    | Error de control |
| T-10               | 13 de novembre de 1947 | Kapustin Iar       | 270   | Es va destrossar durant la reentrada. Va aterrar a 180m de l'objectiu.                                                                             |
| T-11               | 13 de novembre de 1947 | Kapustin Iar       | 270   | Es va llançar 5 hores després del coet anterior i va aterrar a 700m de l'objectiu                                                                  |